# Gélule gastro-résistante
 (juin 2014).
Si vous disposez d'ouvrages ou d'articles de référence ou si vous connaissez des sites web de qualité traitant du thème abordé ici, merci de compléter l'article en donnant les références utiles à sa vérifiabilité et en les liant à la section « Notes et références ».

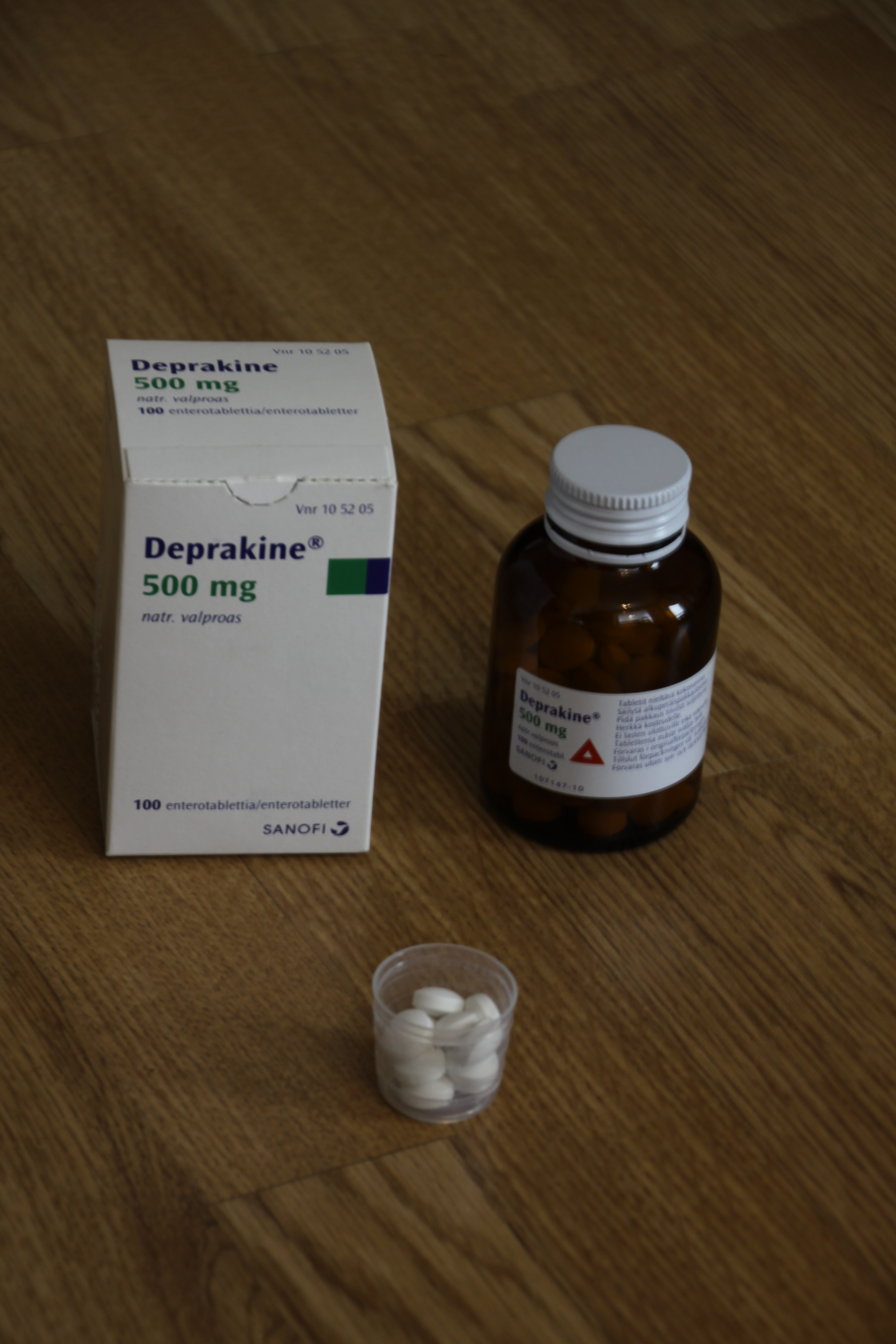
Comprimés de valproate

En galénique, une gélule gastro-résistante, également appelée gélule à enrobage gastro-résistant est un type de gélule qui ne se délite pas au passage de l'estomac où le milieu possède un pH acide, ou bien qui contient des granules dispersibles en milieu post-gastrique.
Les principales raisons d'utiliser un enrobage entérique sont les suivantes:
1. Pour protéger les médicaments acido-labiles des fluides gastriques, comme les enzymes et certains antibiotiques.
2. Pour prévenir les troubles gastriques ou les nausées causés par une irritation médicamenteuse, comme le salicylate de sodium.
3. Pour délivrer des médicaments destinés à une action locale dans l'intestin, comme les antiseptiques intestinaux, sous une forme concentrée.
4. Pour délivrer des médicaments à leur site d'absorption primaire sous leur forme la plus concentrée, comme les médicaments absorbés de manière optimale dans l'intestin grêle ou le côlon.
5. Pour fournir un composant à libération retardée pour les comprimés à action répétée[1].